# Campionati europei di atletica leggera 1938 - Lancio del martello
Il lancio del martello maschile ai campionati europei di atletica leggera 1938 si svolse il 4 settembre 1938.

## Podio
| Oro     | Karl Hein Germania      |
| Argento | Erwin Blask Germania    |
| Bronzo  | Oscar Malmbrandt Svezia |

## Risultati
| Pos.    | Nome              | Nazionalità | Tempo   | Note                  |
| ------- | ----------------- | ----------- | ------- | --------------------- |
| Oro     | Karl Hein         | Germania    | 58.77 m | Record dei campionati |
| Argento | Erwin Blask       | Germania    | 57.34 m |                       |
| Bronzo  | Oscar Malmbrandt  | Svezia      | 51.23 m |                       |
| 4       | Gösta Hannula     | Finlandia   | 49.84 m |                       |
| 5       | Joseph Wirtz      | Francia     | 48.75 m |                       |
| 6       | Silvio Nido       | Svizzera    | 46.68 m |                       |
| 7       | Jussi Anttalainen | Finlandia   | 44.59 m |                       |
| 8       | Robert Saint-Pé   | Francia     | 42.61 m |                       |